# كونيكو مياكي
كونيكو مياكي (بالكانا:みやけ くにこ) هي ممثلة يابانية، ولدت في 17 سبتمبر 1916 في اليابان، وتوفيت في 4 نوفمبر 1992 في اليابان.

## أعمال

### أفلام
- (1953) قصة طوكيو

## وصلات خارجية
- كونيكو مياكي على موقع IMDb (الإنجليزية)
- كونيكو مياكي على موقع روتن توميتوز (الإنجليزية)
- كونيكو مياكي على موقع ألو سيني (الفرنسية)
- كونيكو مياكي على موقع أول موفي (الإنجليزية)
- كونيكو مياكي على موقع قاعدة بيانات الأفلام السويدية (السويدية)
- كونيكو مياكي على موقع قاعدة بيانات الفيلم (الإنجليزية)
- كونيكو مياكي على موقع كينوبويسك (الروسية)